# Syngenta Goldsmith Seeds
Syngenta Flowers (anteriormente denominado solamente como Syngenta Goldsmith Seeds Inc.), es una empresa del Grupo Syngenta enfocada en la producción de semillas de plantas de flor y jardín botánico de 536 acres (217 hectáreas) de extensión, con actualmente más de 2.300 empleados.
Con cerca de 200 series de semillas cubre 70 clases de plantas, "Goldsmith Seeds" aporta innovaciones genéticas apoyadas en el trabajo de un equipo de expertos diverso, comprometido y con conocimiento.

## Localización
Syngenta Goldsmith Seeds, 2280 Hecker Pass Hwy. Gilroy, Santa Clara County, California CA 95020-8129 United States of America-Estados Unidos de América.
Planos y vistas satelitales.37°0′19″N 121°37′41″O / 37.00528, -121.62806
Está abierto todos los días del año y la visita previo aviso. 

## Historia
La empresa de producción de semillas de plantas de flor "Goldsmith Seeds" fue fundada en 1962 en Gilroy, California por Glenn y Jane Goldsmith. Goldsmith Seeds es conocida en la industria por sus innovadoras flores híbridas y también por ser una empresa "de primera clase". Goldsmith ha ganado más de 30 premios internacionales por la introducción de híbridos en el mundo. Entre ellos se encuentran: los geranios "Accent" impatiens, "Maverick" y las Petunias "Fantasy" milliflora, la primera petunia miniatura conseguida por vez primera.
Joel Goldsmith hijo de los fundadores, es el actual presidente y CEO de "Goldsmith Seeds" la empresa que es uno de los mayores cultivadores al por mayor de semillas híbridas de flores en el mundo.
Joel ha estado en la compañía que sus padres fundaron desde hace más de 25 años. Ha trabajado en varias posiciones hasta convertirse en presidente en 1989, Joel estudió en la Universidad de California en Davis. Ha ocupado cargos directivos en varias organizaciones de la industria, comercio y servicios. Joel sirvió en las juntas de All America Selections, el "National Garden Bureau", "Fleuroselect", "Bedding Plants Foundation", "Professional Plant Growers Association", la American Horticultural Society y el "Gilroy Rotary Club".
Bajo la dirección de Joel, Goldsmith Seeds ha expandido y prosperado en la industria de la horticultura. Goldsmith ahora tiene unos 4.000 empleados en tres continentes. Además de la producción de flores de semillas híbridas, Goldsmith también tiene una rama de la empresa denominada  "Goldsmith Plants " que se ocupa fundamentalmente de suministrar cortes de esquejes de geranios y verbena.
Pero la compañía de Joel no se detiene allí. Goldsmith Seeds es también conocida por los esfuerzos humanitarios. La Medalla de la Paz de Guatemala le fue otorgada al fundador de la empresa Glenn Goldsmith por sus 31 años de actividades en el país centroamericano. "Goldsmith Seeds" también gestiona las guarderías de sus empleados entre sus actividades en los Estados Unidos, Guatemala y Kenia, África del Este. Actualmente, "Goldsmith Seeds" participa en el tercer año de un programa para beneficiar a la investigación del cáncer de mama, que ha recaudado más de $ 250.000 para el "Susan G. Komean Breast Cancer Foundation".
En el 2008 la empresa Goldsmith Seeds Inc. pasó a ser controlada por la compañía multinacional Syngenta. Pasando a denominarse desde entonces como Syngenta Goldsmith Seeds.

## Especies cultivadas para producción de semillas
Cultivan híbridos de Calibrachoa, Catharanthus roseus, Vinca, Dahlia x Hybrida, Echinacea purpurea, Aubrieta x Hybrida, Begonia x Hybrida, Cleome hassleriana, Cyclamen persicum, Dianthus chinensis, Gazania rigens, Geranium - Pelargonium x hortorum, Gerbera jamesonii, Impatiens hawkeri, Impatiens walleriana, Torenia fournieri, Zinnia elegans, Heuchera americana, Iberis sempervirens, Ipomoea batatas, Lantana camara, Lavandula angustifolia, Lobelia erinus, Mandevilla x Hybrida Multi-Species Liner, Pelargonium, interspecific Pentas, Pentas lanceolata, Petunia multiflora x Hybrida, Salvia splendens, Verbena x Hybrida, entre otros. 

## Jardines de pruebas
A lo largo de Estados Unidos y Canadá hay una serie de jardines botánicos colaboradores donde en sus jardines de pruebas introducen las nuevas variedades de plantas y semillas conseguidas.
- Ball Horticultural Company Trial Gardens - West Chicago, IL
- C. Raker & Sons - Litchfield, MI
- Colorado State University - Fort Collins, CO
- Cornell University - Long Island - Riverhead, NY
- Cultivate - OFA - Colombus, OH
- Dallas Arboretum Trial Gardens - Dallas, TX
- LSU AgCenter Hammond Research Station - Hammond, LA
- Lucas Greenhouses Summer Open House - Monroeville, NJ
- Metrolina Greenhouses Trial Garden - Huntersville, NC
- Missouri Botanical Garden - St. Louis, MO
- North Carolina State University - Raleigh, NC
- Ohio State University - Columbus, OH
- Penn State University - Landisville - Manheim, PA
- Sawaya Garden Trail - Simcoe, Ontario
- Texas A&M Northeast Texas Ornamental Plant EvaluationTrials - Overton, Texas
- University of Georgia - Athens, GA
- Walt Disney's Horticulture Bedding Plant Trials - Lake Buena Vista, FL